# Julienne De Bruyn
Julienne De Bruyn (Beveren-Waas, 17 januari 1933) is een Vlaamse actrice en regisseur. Ze was verbonden aan het Raamtheater.

## Biografie
Ze studeerde af in 1958 aan de Studio Herman Teirlinck.
Met het Raamtheater speelde ze onder andere in de producties Andermans geld, De spaanse hoer, De lintjes van meneer Schutz, Een ideale echtgenoot, Baby Doll, Kopenhagen en Peer Gynt. Ze regisseerde onder andere De leraar, Visiting Mr Green en Proof.
Haar bekendste filmrol is die van Martha in Pauline & Paulette.
Julienne De Bruyn speelde gastrollen in Het Park (Gerda), Recht op Recht (Marietje De Bruyne), F.C. De Kampioenen (Ma Godelieve), Lili en Marleen (Virginie Augustijns), Thuis (Odette Julémont), Witse (Zulma De Roeck in 2006, Josiane in 2008) en Oud België in 2010.

## Filmografie
- Jeroom en Benzamien (1966) - als Liza
- Dallas (1967) - als getuige
- Hebben (1968) - als Zsofi
- De meeuw (1968) - als Masja
- Gaspar Varro wil gerechtigheid (1969) - als Lujzi
- Koning Lear (1969) - als Regan
- Een zachtmoedige vrouw (1971) - als Loekerja
- De familie Tot (1971) - als Agnes
- De vrouwen naar het graf (1972) - als genezen vrouw
- Trijntje van Saardam (1975) - als Marie
- Het park (1993) - als Gerda
- RIP (1993-1994) - als Hilda Pardaens
- Mulan (1998) - als grootma Fa
- Recht op recht (2000) - als Marietje De Bruyne
- Pauliene & Paulette (2001) - als Martha Declercq
- Witse (2006) -  als Zulma De Roeck
- F.C. De Kampioenen (2005) - als Ma Godelieve
- Lili & Marleen (2007) - als Virginie Augustijns
- Witse (2008) - als Josiane
- Oud België (2010) - als eigenaresse pand
- Oud België (2010) - als mevrouw Lemanhieu
- Thuis (2007-2014) - als Odette

## Privé
Ze is getrouwd met theaterregisseur Walter Tillemans.
- Gemeinsame Normdatei: 1042787867
- MusicBrainz: b1cb6092-238a-442e-8e34-9a20ad41c35f
- Virtual International Authority File: 305273009
- WorldCat: E39PBJtxjmmY9qcV8pBJjXjDMP